# Moosbrunn
Moosbrunn ist eine Gemeinde mit 1808 Einwohnern (Stand 1. Jänner 2025) im Bezirk Bruck an der Leitha in Niederösterreich.

## Geografie
Moosbrunn liegt im Industrieviertel südlich von Wien im Wiener Becken. Das Gemeindegebiet wird von Südwesten nach Nordosten von der Piesting in einer Meereshöhe von 180 Meter durchflossen. Das ebene Gebiet südlich des Flusses gehört zur Mitterndorfer Senke, nördlich der Piesting beginnt die hügelige Rauchenwarther Platte. Dort liegt der mit 202 Meter höchste Punkt der Gemeinde.
Die Fläche der Gemeinde umfasst 16,88 Quadratkilometer. Davon werden 85 Prozent landwirtschaftlich genutzt, jeweils etwa drei Prozent sind Gärten oder Wald.

### Gemeindegliederung
Es existieren nur die Katastralgemeinde und Ortschaft Moosbrunn.
Außer dem Hauptort gibt es nur einen weiteren Ort, die Mitterndorfsiedlung an der Gemeinde-Ostgrenze, die schon zur Siedlungseinheit Mitterndorf an der Fischa (Gemeinden Mitterndorf und Gramatneusiedl) gehört.

### Nachbargemeinden
und Orte
| Velm (Gem. Himberg)             | Himberg (Gem.)                              | Gramatneusiedl (Gem.)                                                                   |
| (Münchendorf ∗, Gem.)           | Kompassrose, die auf Nachbargemeinden zeigt |                                                                                         |
| Ebreichsdorf (Gem., Bez. Baden) |                                             | Mitterndorf an der Fischa (Gem. Gramatneusiedl, und Mitterndorf a.d.Fischa, Bez. Baden) |

∗ Münchendorf grenzt als Gemeinde nicht an, da sich Himberger Gebiet als Keil dazwischenschiebt

## Geschichte
Die erste urkundliche Erwähnung stammt aus dem Jahr 1120 als „Brunnen“. Der Name weist auf die feuchte Landschaft mit Quellen (Brunnen) hin. Um 1300 erfolgte die Erweiterung des Namens um „Mos“, womit das sumpfige Gebiet an der Piesting bezeichnet wurde. In den folgenden Jahrhunderten änderte sich die Schreibweise mehrfach auf Moseprunne, Mosprunne und Moosprun, bis sich um 1700 die heutige Schreibweise durchsetzte.
Nach dem Anschluss Österreichs an das Dritte Reich im Jahre 1938 wurde der Ort als Teil des neugeschaffenen 23. Bezirk Schwechat nach Groß-Wien eingegliedert. Die Gemeinde wurde 1954 durch die Abtrennung von Wien wieder selbständig. Im Jahre 1960 wurde das Kurzwellen-Sendezentrum in Betrieb genommen.
Von 1954 bis zu dessen Auflösung am 1. Jänner 2017 war Moosbrunn Teil des Bezirks Wien-Umgebung.
Neben der Landwirtschaft war bis 1950 eine Glasfabrik ein wichtiger Arbeitgeber. Danach siedelten sich einige kleine Betriebe an. Durch die Nähe zu Wien stieg auch die Wohnbautätigkeit an.
2006 wurde das Wasserwerk Moosbrunn, die III. Wiener Wasserleitung in Betrieb genommen.

Moosbrunn und seine Umgebung um 1873 (Aufnahmeblätter der Landesaufnahme)
Der Westen von Moosbrunn (rechts unten) im Piestingtal
Ortskern von Moosbrunn und östliche Umgebung (links außen)

### Bevölkerungsentwicklung
Nach dem Ergebnis der Volkszählung 2001 gab es 1522 Einwohner. 1991 hatte die Gemeinde 1466 Einwohner, 1981 1278 und im Jahr 1971 1197 Einwohner.
| Moosbrunn: Einwohnerzahlen von 1869 bis 2025        | Moosbrunn: Einwohnerzahlen von 1869 bis 2025 | Moosbrunn: Einwohnerzahlen von 1869 bis 2025 | Moosbrunn: Einwohnerzahlen von 1869 bis 2025 | Moosbrunn: Einwohnerzahlen von 1869 bis 2025 |
| --------------------------------------------------- | -------------------------------------------- | -------------------------------------------- | -------------------------------------------- | -------------------------------------------- |
| Jahr                                                |                                              |                                              |                                              | Einwohner                                    |
| 1869                                                | 1869                                         |                                              | 826                                          | 826                                          |
| 1880                                                | 1880                                         |                                              | 849                                          | 849                                          |
| 1890                                                | 1890                                         |                                              | 911                                          | 911                                          |
| 1900                                                | 1900                                         |                                              | 1.139                                        | 1.139                                        |
| 1910                                                | 1910                                         |                                              | 1.363                                        | 1.363                                        |
| 1923                                                | 1923                                         |                                              | 1.227                                        | 1.227                                        |
| 1934                                                | 1934                                         |                                              | 1.355                                        | 1.355                                        |
| 1939                                                | 1939                                         |                                              | 1.461                                        | 1.461                                        |
| 1951                                                | 1951                                         |                                              | 1.129                                        | 1.129                                        |
| 1961                                                | 1961                                         |                                              | 1.072                                        | 1.072                                        |
| 1971                                                | 1971                                         |                                              | 1.197                                        | 1.197                                        |
| 1981                                                | 1981                                         |                                              | 1.278                                        | 1.278                                        |
| 1991                                                | 1991                                         |                                              | 1.466                                        | 1.466                                        |
| 2001                                                | 2001                                         |                                              | 1.522                                        | 1.522                                        |
| 2011                                                | 2011                                         |                                              | 1.632                                        | 1.632                                        |
| 2021                                                | 2021                                         |                                              | 1.802                                        | 1.802                                        |
| 2025                                                | 2025                                         |                                              | 1.808                                        | 1.808                                        |
| Quelle(n): Statistik Austria, Gebietsstand 1.1.2021 |                                              |                                              |                                              |                                              |

## Kultur und Sehenswürdigkeiten

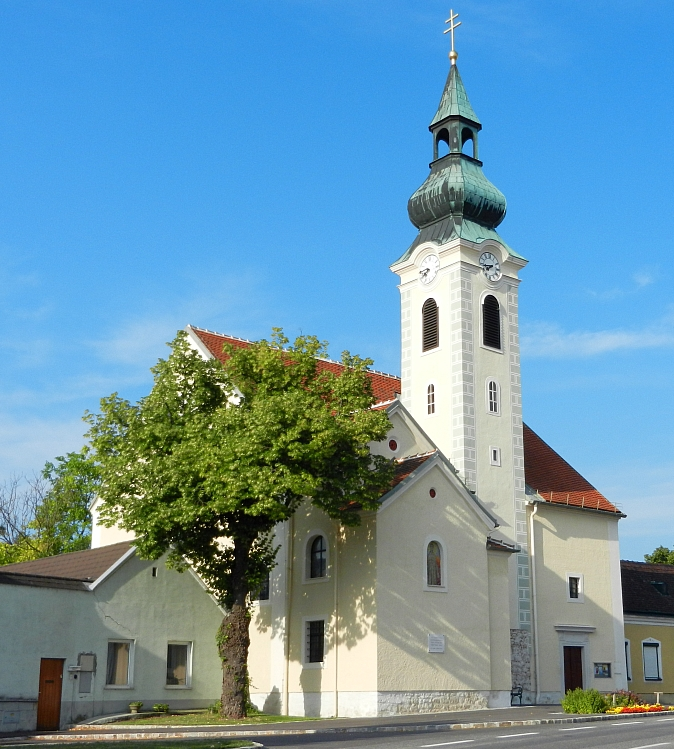
Pfarrkirche Moosbrunn

- Katholische Pfarrkirche Moosbrunn hl. Lorenz

## Wirtschaft und Infrastruktur

### Wirtschaftssektoren
Von den 19 landwirtschaftlichen Betrieben des Jahres 2010 waren 14 Haupterwerbsbauern. Im Produktionssektor arbeiteten 66 Erwerbstätige im Bereich Herstellung von Waren, zwölf in der Bauwirtschaft und drei in der Wasserver- und Abfallentsorgung. Die wichtigsten Arbeitgeber des Dienstleistungssektors waren die Bereiche soziale und öffentliche Dienste (63), Handel (58) und freiberufliche Dienstleistungen (25 Mitarbeiter).
| Wirtschaftssektor            | Anzahl Betriebe | Anzahl Betriebe | Erwerbstätige | Erwerbstätige |
| Wirtschaftssektor            | 2011            | 2001            | 2011          | 2001          |
| ---------------------------- | --------------- | --------------- | ------------- | ------------- |
| Land- und Forstwirtschaft 1) | 19              | 25              | 18            | 27            |
| Produktion                   | 15              | 8               | 81            | 58            |
| Dienstleistung               | 59              | 42              | 169           | 197           |

1) Betriebe mit Fläche in den Jahren 2010 und 1999

### Arbeitsmarkt, Pendeln
Im Jahr 2011 lebten 812 Erwerbstätige in Moosbrunn. Davon arbeiteten 102 in der Gemeinde, beinahe 90 Prozent pendelten aus.

### Öffentliche Einrichtungen
In Moosbrunn befindet sich ein Kindergarten und eine Volksschule.

### Kurzwellen-Sendeanlage

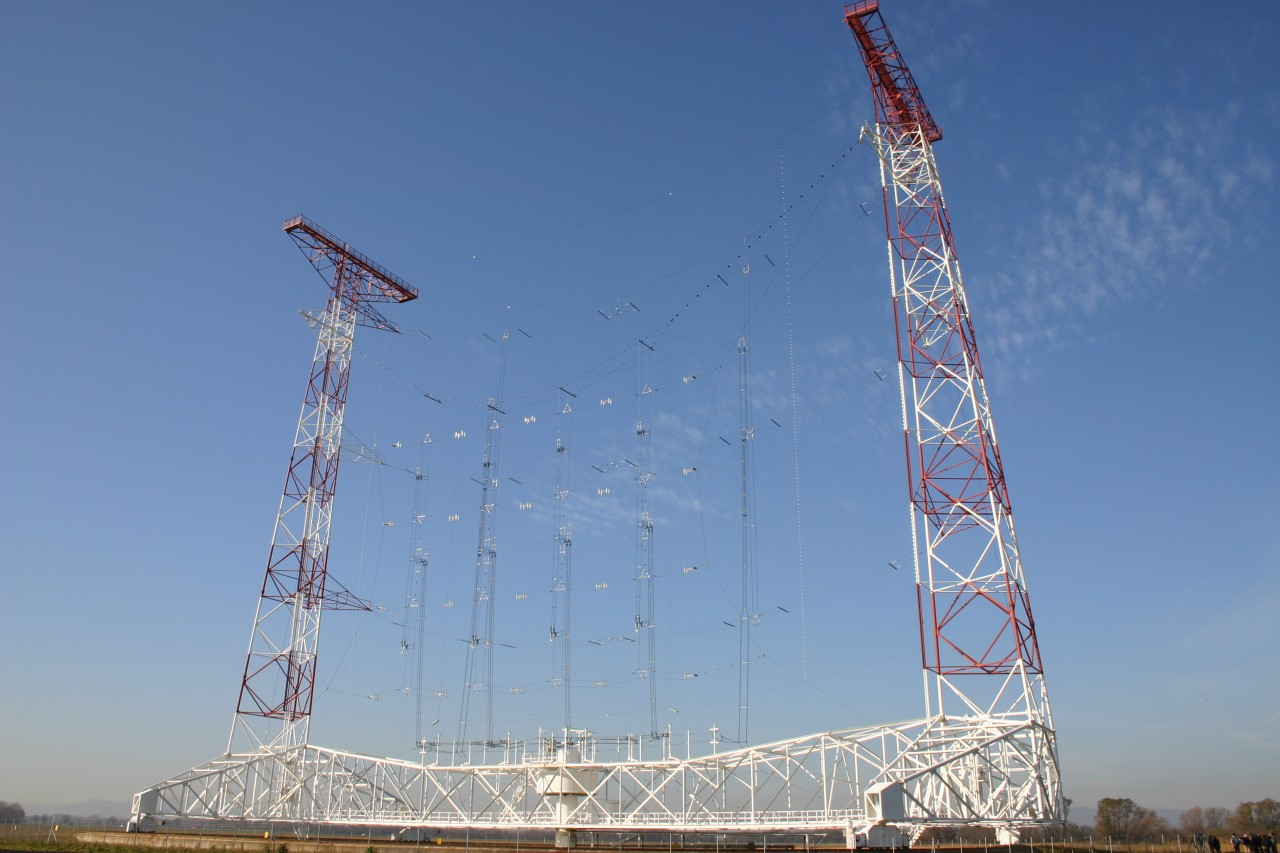
Mechanisch drehbare Vorhangantenne, Hochleistungsrichtantenne des ORS, Sendeleistung 500 kW, Gewicht 320 t

In unmittelbarer Nähe von Moosbrunn befand sich der Sender Moosbrunn, eine Kurzwellen-Sendeanlage der Österreichischen Rundfunksender GmbH (ORS). Sie übertrug bis Ende 2009 das Inlandsprogramm Ö1, seit 2010 wurde sie vom ORF nur mehr stundenweise für Nachrichtensendungen eingesetzt. Freie Sendekapazität wurde an andere Anbieter vermietet. Bis 2003 wurde die Anlage für den inzwischen eingestellten Auslandsdienst Radio Österreich International eingesetzt.
Das bis 2009 betriebene Kurzwellenzentrum Jülich hatte einen Sender desselben Herstellers, weshalb Moosbrunn vor dem Abriss von Jülich (2010) von dort Ersatzteile übernehmen konnte.
Moosbrunn war mit Stand 2022 einer der letzten in Europa aus der Zeit des Kalten Kriegs übriggebliebenen Großsender. Nach dem Überfall Russlands auf die Ukraine im Februar 2022 sendete der ORF von Moosbrunn zweimal täglich Nachrichten auf Kurzwelle zielgerichtet in die Ukraine. Es war zu erwarten, dass insbesondere Militärs beider Kriegsparteien die Sendungen hören können.
Der Sender wurde am 31. Dezember 2024 endgültig abgeschaltet.
Ende Jänner 2025 wurde die Anlage abgebaut.

### Vereine
Diverse Vereine sind in der Ortschaft tätig; darunter die Freiwillige Feuerwehr Moosbrunn, ein Musikverein und der Verein „Junges Moosbrunn“.

## Politik

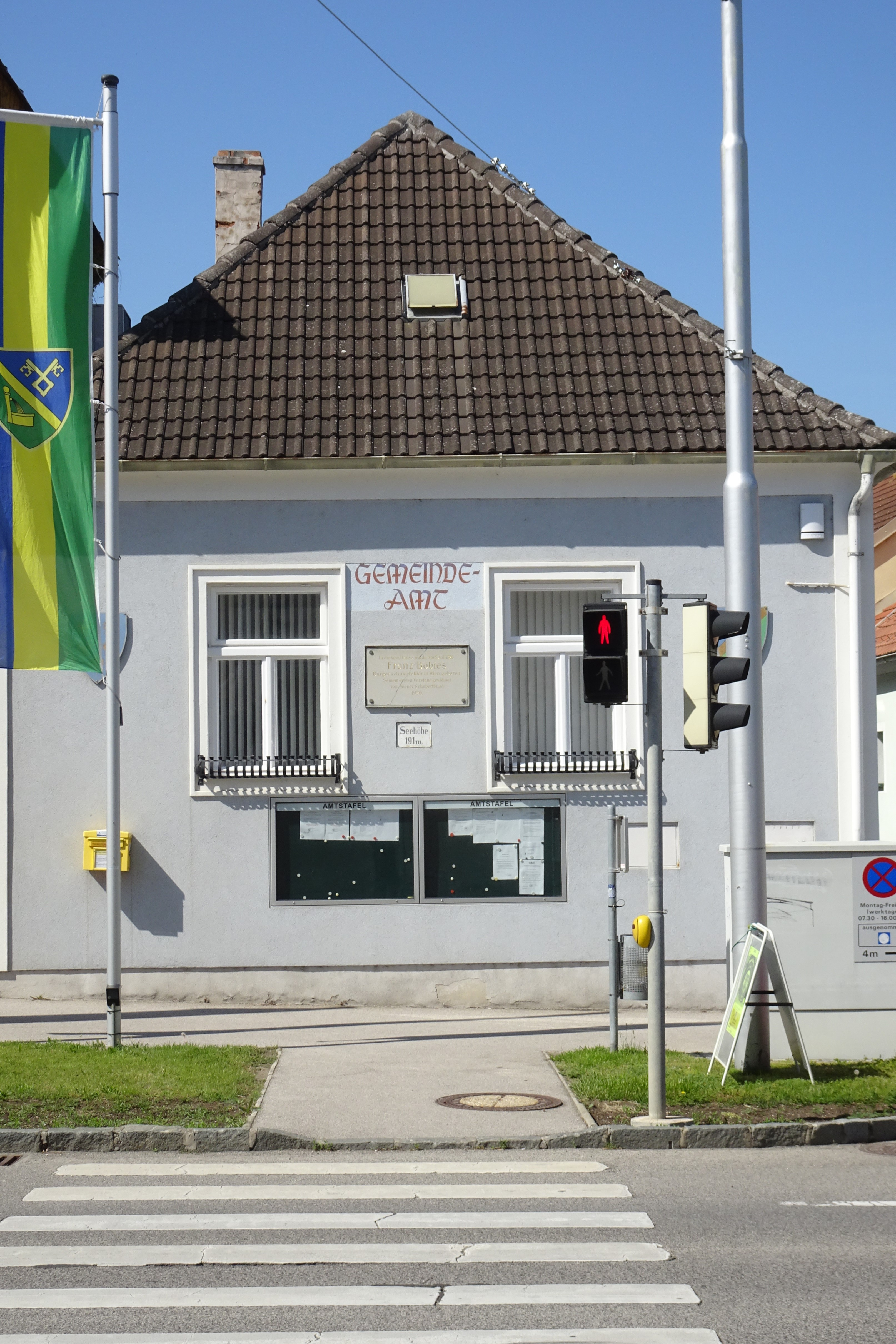
Gemeindeamt

### Gemeinderat
Der Gemeinderat hat 19 Mandatare.
- Nach den Gemeinderatswahlen in Niederösterreich 1990 hatte der Gemeinderat folgende Verteilung: 12 ÖVP und 7 SPÖ.
- Nach den Gemeinderatswahlen in Niederösterreich 1995 hatte der Gemeinderat folgende Verteilung: 12 ÖVP und 7 SPÖ.[15]
- Nach den Gemeinderatswahlen in Niederösterreich 2000 hatte der Gemeinderat folgende Verteilung: 12 ÖVP und 7 SPÖ.[16]
- Nach den Gemeinderatswahlen in Niederösterreich 2005 hatte der Gemeinderat folgende Verteilung: 10 ÖVP, 6 Liste SPÖ und 3 Bürgerliste für Moosbrunn (BLM).[17]
- Nach den Gemeinderatswahlen in Niederösterreich 2010 hatte der Gemeinderat folgende Verteilung: 12 ÖVP, 4 Bürgerliste für Moosbrunn (BLM) und 3 Liste SPÖ.[18]
- Nach den Gemeinderatswahlen in Niederösterreich 2015 hatte der Gemeinderat folgende Verteilung: 14 ÖVP und 5 SPÖ.[19]
- Nach den Gemeinderatswahlen in Niederösterreich 2020 hatte der Gemeinderat folgende Verteilung: 14 ÖVP und 5 SPÖ.[20]
- Nach den Gemeinderatswahlen in Niederösterreich 2025 hat der Gemeinderat folgende Verteilung: 13 ÖVP und 6 SPÖ.[21]

### Bürgermeister
- 1983–2008 Karl Eichenseder (ÖVP)[22]
- 2009–2018 Gerhard Hauser (ÖVP)[23]
- seit 2019 Paul Frühling (ÖVP)

### Wappen
Der Gemeinde wurde 1989 ein Gemeindewappen verliehen. Es zeigt in Bezug zum Ortsnamen einen Brunnen, die grüne Farbe steht für die Bedeutung der Landwirtschaft und einen Schlüssel, der dem Wappen des Stiftes Melk entnommen wurde. Dies symbolisiert die lange währende pfarrliche Zugehörigkeit zum Stift Melk.

## Persönlichkeiten

### Söhne und Töchter der Gemeinde
- Rupert Feuchtmüller (1920–2010), Kunsthistoriker und Museumsdirektor
- Gernot Blümel (* 1981), Politiker der ÖVP, Finanzminister